# Westhaven 12 (Gouda)

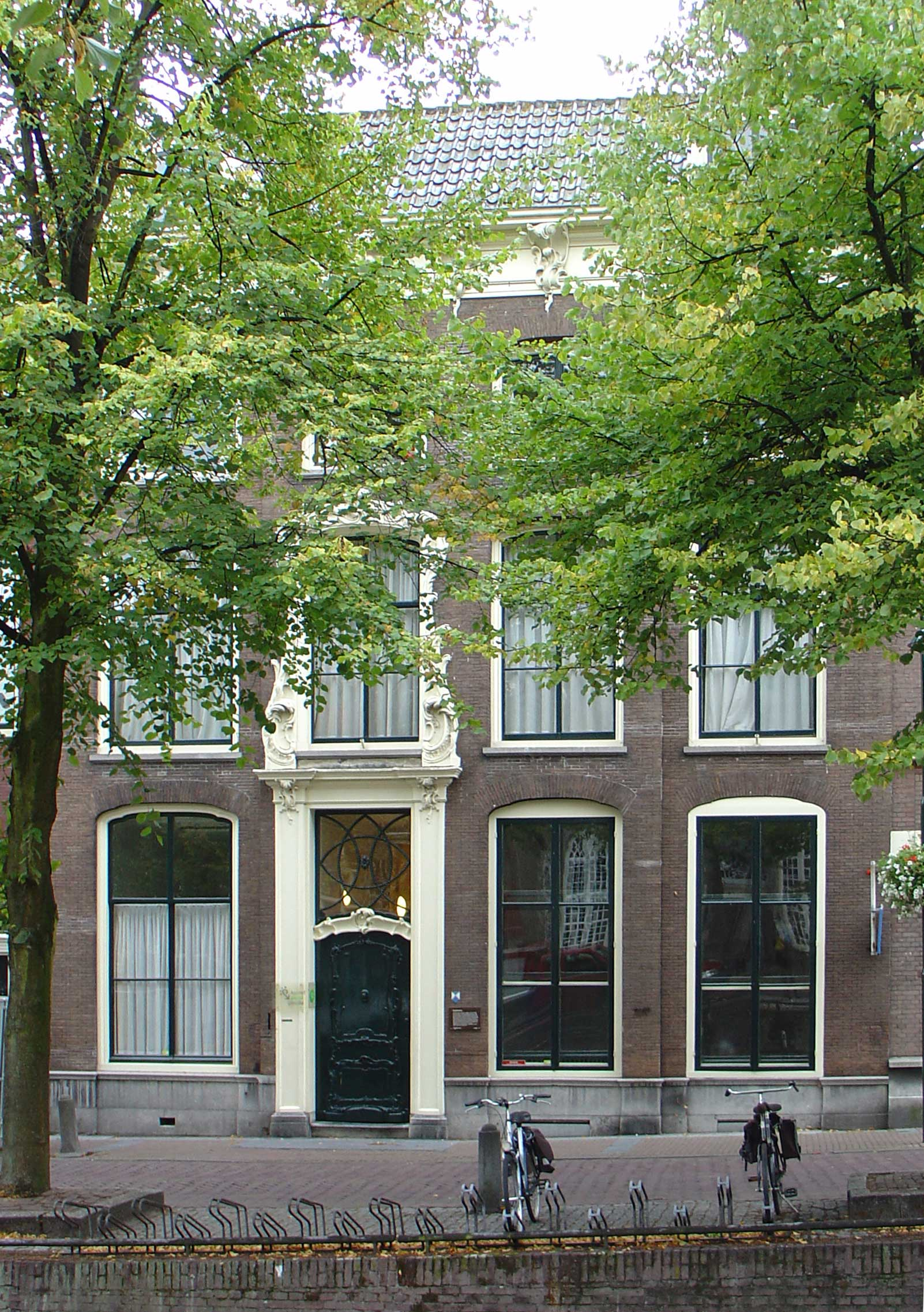
Voormalige patriciërswoning aan de Westhaven 12 te Gouda

Het pand aan de Westhaven 12 te Gouda is een voormalige patriciërswoning, die later gebruikt werd als ziekenhuis en als muziekschool.

## Geschiedenis
In de 16e eeuw werd het pand aan de Westhaven 12 bewoond door de Goudse regent Dirck Cornelisz. van Reynegom. Van Reynegom was een rijke bierbrouwer. Hij was tevens tollenaar (rentmeester) van de tol van de graaf van Holland, Philips II. Hij inde de tol voor de doorvaart door Gouda. De Spaansgezinde Van Reynegom werd in 1572 beschuldigd van een samenzwering om de stad weer in handen te spelen van de Spanjaarden. Hij werd gevangengezet en verbannen. In 1584 overleed hij en werd begraven in de Sint-Janskerk.
In de 18e eeuw zijn onder meer de pensionaris Jacob Snels en de burgemeester Willem Decker bewoners van het grachtenpand geweest. De Decker kocht in 1763 het pand van Snels met het naastgelegen pand en liet er één woning van maken. Bij zijn overlijden in 1780 was het huis ƒ 16.000 waard. In 1900 kocht de gemeente Gouda het pand en vestigde er de stadsmuziekschool. In 1937 werd het gebouw verkocht aan het protestantse Diaconessenhuis "De Wijk", dat ook al de naastgelegen panden in gebruik had. Nadat het ziekenhuis in 1970 opging in het Bleulandziekenhuis (later Groene Hart Ziekenhuis) werd het verpleeghuis Callicarpa de nieuwe bewoner. Na zeven jaar kreeg het gebouw, in 1977, opnieuw de bestemming van muziekschool. In de periode 1989/1990 werden de stucplafonds in de hal en het monumentale trappenhuis gerestaureerd. Aan de achterzijde van het gebouw bevindt zich een stadstuin, die in 1992 werd gerenoveerd. Het gebouw is erkend als een rijksmonument.